# Goma Pradhan
Goma Pradhan ist eine bhutanische Langstreckenläuferin.

## Sportliche Laufbahn
Erste internationale Erfahrungen sammelte Goma Pradhan 2017 bei den Asienmeisterschaften in Bhubaneswar, bei denen sie im 800-Meter-Lauf in der Vorrunde disqualifiziert wurde. 2019 nahm sie an den Südasienspielen in Kathmandu im 5000-Meter-Lauf teil und belegte dort mit neuem Landesrekord von 17:24,21 min den fünften Platz.

## Persönliche Bestzeiten
- 5000 Meter: 17:24,21 min, 6. Dezember 2019 in Kathmandu (bhutanischer Rekord)